# Paul Garde
Pour les articles homonymes, voir Garde.
Paul Garde, né 18 décembre 1926 à Avignon et mort le 27 juillet 2021, à Aix-en-Provence, est un éminent linguiste et universitaire du monde slave ayant contribué à former toute une génération de spécialistes de la langue russe. Professeur émérite de l'université de Provence, lors des guerres de Yougoslavie, il s'était engagé pour dénoncer les purifications ethniques alors en œuvre dans l'ancienne Yougoslavie. Dans ce but, il se présenta en vain aux élections européennes de 1994 sur la liste « L'Europe commence à Sarajevo » menée par Bernard-Henry Lévy et Léon Schwartzenberg.

## Biographie
- Thèse de doctorat soutenue en 1963 (thèse principale: L'emploi du conditionnel et la particule by en russe ; thèse complémentaire non publ.: A.S. Shishkov, linguiste et écrivain).
- Professeur émérite de langues et littératures slaves à l'université de Provence (a enseigné également à Yale, Columbia et Genève).

## Œuvre
Paul Garde est l’auteur d'un nombre important de monographies, recueils d’articles et ouvrages de synthèses sur les langues, cultures et histoires des divers peuples de l’espace slave du sud et les Balkans.

### Russistique
Sa Grammaire russe met à la disposition d’un public large les outils théoriques qu'il a développés dans ses travaux spécialisés consacrés à la langue russe : théorie de l'accent de mot (cf. infra), règles d'insertion du yod, analyse morphologique du mot, système casuel. S'ajoutent des théories originales de la subordination, dont le point de départ se trouve dans sa thèse de 1963. Par ailleurs, c’est aux traductions et présentations de Paul Garde que l’on doit la redécouverte, en dehors du cercle des russisants, des textes du poète russe du XIXe siècle Fiodor Tiouttchev.

### Linguistique générale
Ses travaux les plus connus en linguistique générale portent sur ce qu’on appelle couramment l’« accent tonique ». Ses descriptions des propriétés accentuelles des morphèmes slaves (diachronie et synchronie) et de leur combinatoire au sein du mot débouchent sur une « grammaire des accents » qui a renouvelé l’étude de cette question  particulièrement complexe en russe et en serbo-croate. Elle autorise en outre une mise en perspective des systèmes accentuels et tonaux des autres langues, dont les linéaments sont exposés dans L’Accent (1968).
Plusieurs articles rédigés dans le courant des années 80 sont un développement original des théories de Lucien Tesnière, articulant syntaxe et sémantique.

### Travaux sur l’ex-Yougoslavie
Le livre Vie et mort de la Yougoslavie (Fayard, 1992), apportant son soutien à la Croatie et à la Bosnie au plus fort des conflits yougoslaves, est considéré comme un ouvrage de référence non seulement pour les observateurs, mais aussi pour les acteurs de ces événements (Paul Garde a été cité comme témoin-expert au Tribunal pénal international de La Haye). Cet ouvrage a été l’objet d’une contestation, De l’imprécision à la falsification : Analyses de Vie et mort de la Yougoslavie de Paul Garde, à laquelle Paul garde a répondu.
Son Discours balkanique, paru plus récemment (Fayard, 2004) est la première entreprise de mise en perspective systématique des vocables qui sont au cœur des affrontements déchirant l’espace ex-yougoslave et que peinent à traduire leurs analogues français : « nation », « État », « ethnie », « serbe », « croate », « musulmans » (et « Musulmans »), etc.

### Ouvrages grand public
- Paul Garde, Vie et mort de la Yougoslavie, Fayard, 12 janvier 2000, 480 p., broché [détail de l’édition] (ISBN 2213605599 et 978-2213605593)
- Journal de voyage en Bosnie-Herzégovine - Octobre 1994, La Nuée bleue/DNA (1995),  (ISBN 2716503567).
- Les Balkans. Paris : Flammarion (collection Dominos), 1re édition : 1994 - rééd. 2010.
- Fin de siècle dans les Balkans 1992-2000. Analyses et chroniques. Paris : Odile Jacob, 2001.  (ISBN 2738109977).
- Le discours balkanique. Des mots et des hommes. Paris : Fayard, 2004.  (ISBN 221361704X).
- « Langues et nations dans l’espace balkanique », Šta Ima ? Ex-Yougoslavie, d’un État à d’autres, Guernica ADPE/œil électrique éditions, 2005, p 16-21.  (ISBN 2-9516484-3-X)

### Manuels et ouvrages de linguistique
- L'emploi du conditionnel et de la particule by en russe. Aix-en-Provence : Ophrys, 1963.
- L'Accent. Paris : Presses universitaires de France (coll. Sup - le linguiste), 1968, 2e éd. revue et corrigée Limoges, Lambert-Lucas, 2013.
- La Transcription des noms propres français en russe, Paris, Institut d’études slaves, 1974, 63 pages, 25 cm, collection « Documents pédagogiques de l’Institut d’études slaves » n° X,  (ISBN 2-7204-0090-4)
- Histoire de l’accentuation slave, t. 1-2. Paris : Institut d'études slaves, 1976,  (ISBN 2-7204-0108-0).
- Grammaire russe: Phonologie et morphologie. Paris : Institut d'études slaves, 2e édition, 1998.  (ISBN 2-7204-0336-9).
- Le mot, l'accent, la phrase : études de linguistique slave et générale, publié sous la direction de Rémi Camus. Paris : Institut d'études slaves, 2006.  (ISBN 2-7204-0420-9).

### Traductions
- Fiodor Tiouttchev, Poésies. Lausanne, L'âge d'homme, 1987.